# Dianatemplet
Dianatemplet (latin: Aedes Dianae) var ett tempel i närheten av Circus Flaminius på södra Marsfältet i antikens Rom. År 187 f.Kr. avgav konsuln Marcus Aemilius Lepidus ett löfte att bygga templet efter segern mot ligurerna och det invigdes den 23 december 179 f.Kr.